# Fahrtrichtungsanzeiger

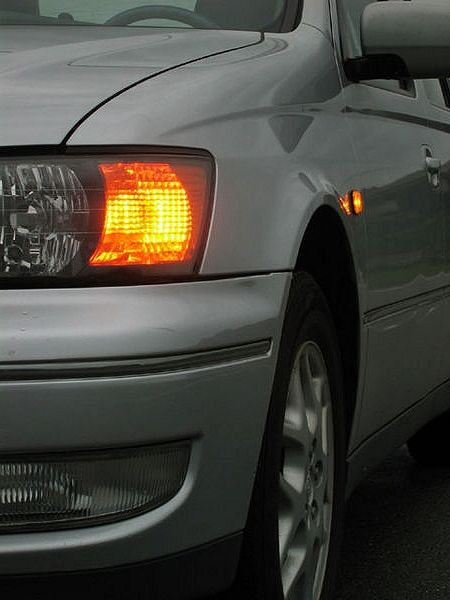
Ein gewöhnlicher Fahrtrichtungsanzeiger in Aktion

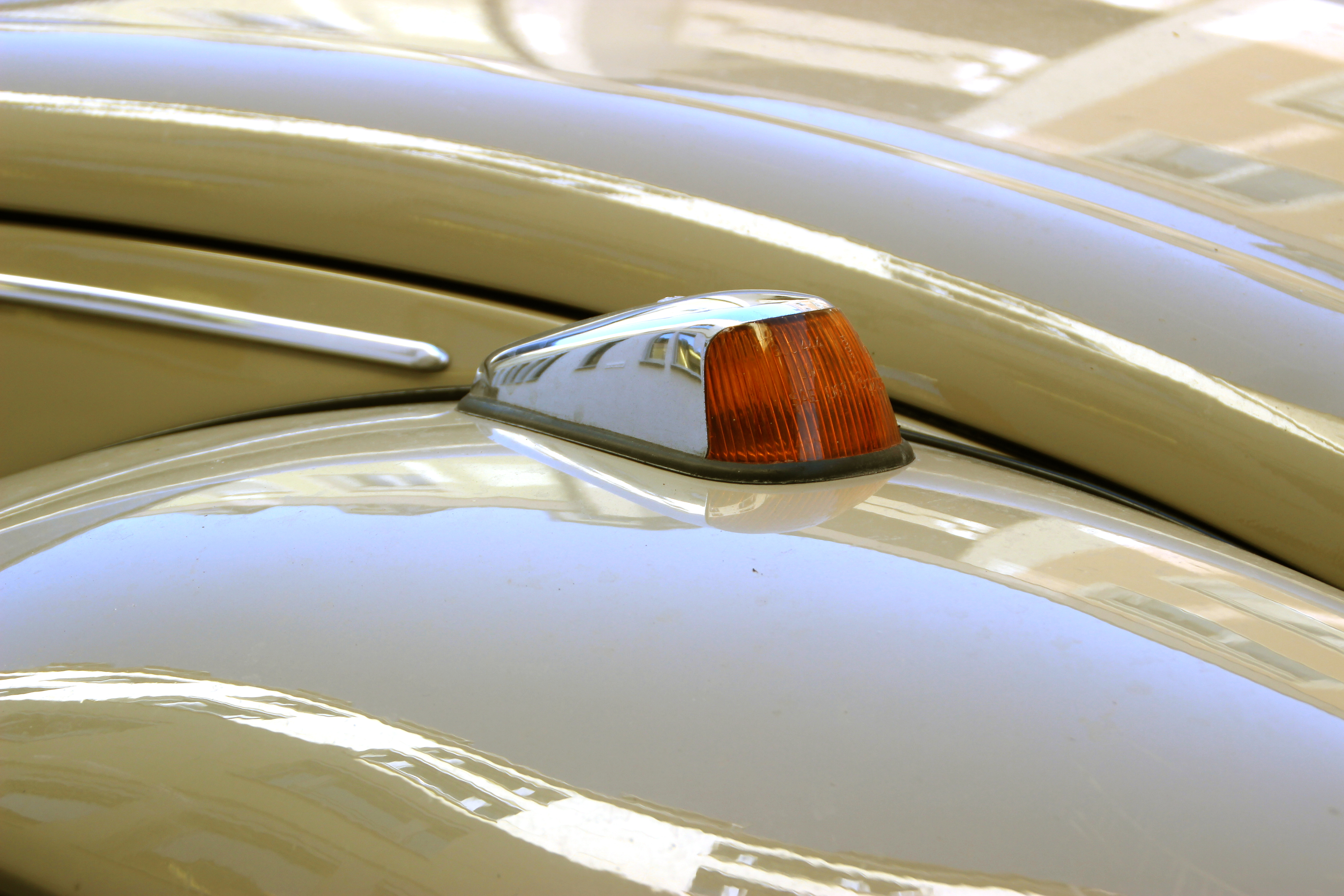
Blinkleuchte auf einem vorderen Kotflügel beim VW Käfer 1300

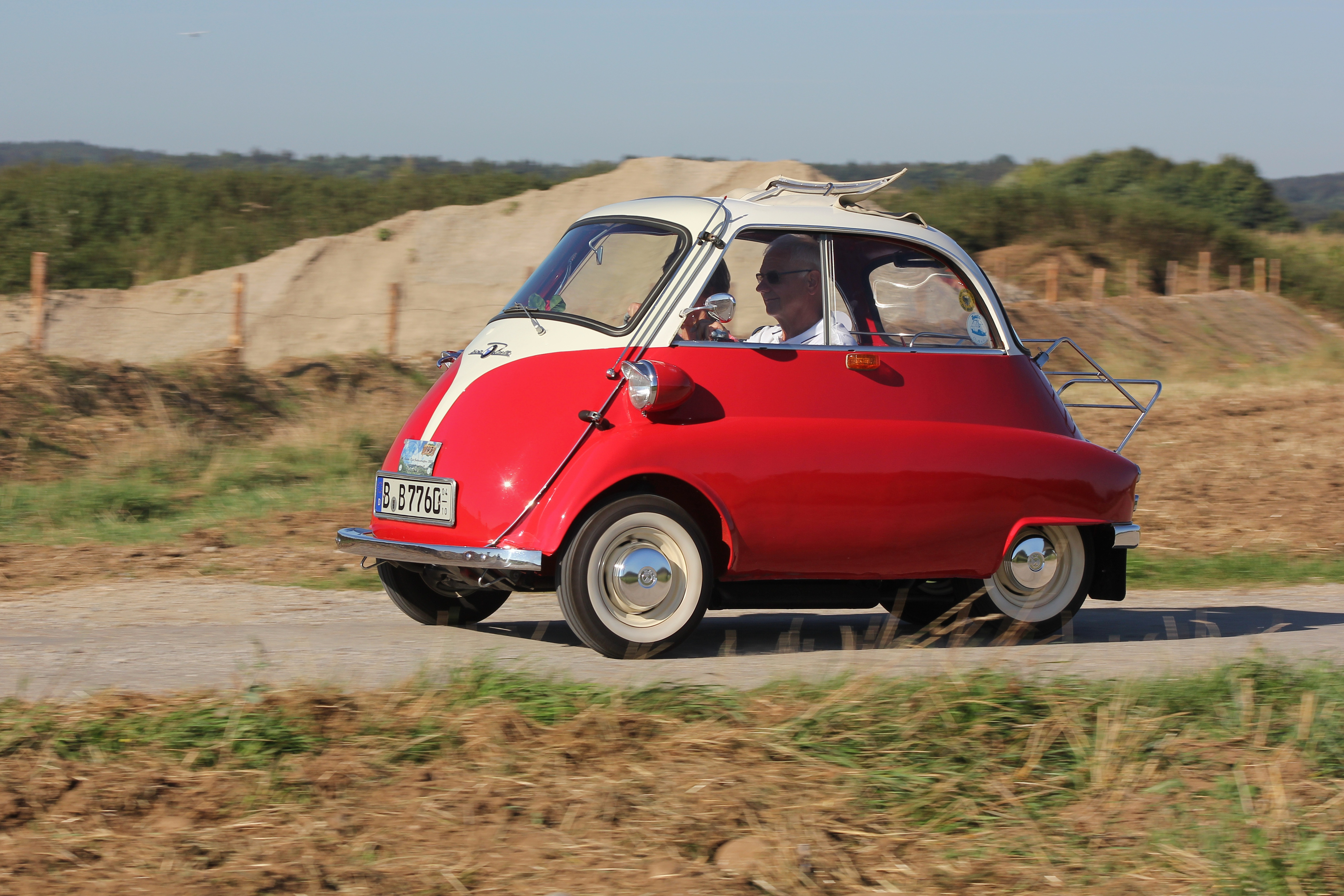
BMW Isetta mit nur einem Fahrtrichtungsanzeiger pro Richtung an der jeweiligen Längsseite

Fahrtrichtungsanzeiger am Fahrrad

Der Fahrtrichtungsanzeiger (Österreich und Deutschland) bzw. der Richtungsanzeiger oder Richtungsblinker (Schweiz) ist eine lichttechnische Einrichtung an Kraftfahrzeugen sowie Straßenbahnwagen und dient Verkehrsteilnehmern im Straßenverkehr zur Information über eine Änderung der Fahrtrichtung oder die Ankündigung hierzu. In der Regel ist dieser als Blinklicht umgesetzt. Er wird umgangssprachlich als Blinker bezeichnet und ist ein Teil der Fahrzeugbeleuchtung. 
Eine Zweitverwendung des Fahrtrichtungsanzeigers (jedoch in abgewandelter Schaltung, nämlich alle 4) ist die Warnblinkanlage, in Österreich auch Alarmblinkanlage.

## Ausrüstungsvorschriften
Bei ein- und mehrspurigen Kraftfahrzeugen ist auf jeder Seite je eine Blinkleuchte vorne und hinten vorgeschrieben, bei Anhängern nur hinten. Viele moderne mehrspurige Kraftfahrzeuge haben zusätzliche Fahrtrichtungsanzeiger an den vorderen Kotflügeln oder in den Außenspiegeln. Ausnahmen können beispielsweise für einachsige Zug- und Arbeitsmaschinen oder Kleinkrafträder bestehen.

### Anbringung
In Deutschland müssen, falls Fahrtrichtungsanzeiger vorhanden sind, diese den dortigen Vorschriften (§ 54 StVZO) entsprechen. An Fahrzeugen mit einer Länge von nicht mehr als 4 m und einer Breite von nicht mehr als 1,60 m genügen Fahrtrichtungsanzeiger an den beiden Längsseiten. An Fahrzeugen, bei denen der Abstand zwischen den einander zugekehrten äußeren Rändern der Lichtaustrittsflächen der Blinkleuchten an der Vorderseite und an der Rückseite mehr als 6 m beträgt, müssen zusätzliche Fahrtrichtungsanzeiger an den beiden Längsseiten angebracht sein.
Bei vielen, vor allem größeren Fahrzeugen sind sie wegen der Ausfallsicherheit und besseren Sichtbarkeit doppelt vorhanden.
Weiterhin gibt es EG-Richtlinien beispielsweise über den Anbau der Fahrtrichtungsanzeiger an zweirädrigen Kraftfahrzeugen. Im Mai 2024 wurde durch den deutschen Bundesrat empfohlen, dass Fahrräder zukünftig freiwillig mit Fahrtrichtungsanzeigern ausgestattet werden dürfen sollen. Die StVZO soll entsprechend durch das Bundesverkehrsministerium geändert werden. Bisher sind diese nur bei (mehrspurigen) Fahrrädern erlaubt, wo Handzeichen verdeckt sind.
In der Schweiz ist das Anbringen von Richtungsblinkern detailliert in der Verordnung über die technischen Anforderungen an Strassenfahrzeuge VTS (SR 741.41) geregelt.

### Licht und Blinkfrequenz
Beim Einschalten blinkt er in Deutschland nach § 54 StVZO bzw. ECE-R 48, in der Schweiz nach Art. 79 Abs. 2 VTS auf der jeweiligen Seite phasengleich mit einer Frequenz von 1,5 Hz ± 0,5 Hz (90 Lichterscheinungen pro Minute ± 30). Nach Betätigen des Fahrtrichtungsschalters muss das erste Aufleuchten des Blinklichtes nach spätestens einer Sekunde und das Verlöschen nach spätestens eineinhalb Sekunden erfolgen.
Der Blinkgeber muss nach ECE-R 6 so takten, dass die Hellzeit der Blinkleuchten gemessen bei 95 % der maximalen Lichtstärke mehr als 0,3 Sekunden beträgt. Es ist nicht erforderlich, dass der Blinkrhythmus mit der sogenannten Hellphase beginnt.
Die Regelung zum Kontrollsystem ist in der Schweiz liberal. Es muss eine akustische oder optische Kontrolleinrichtung vorhanden sein, welche die Funktion anzeigt (Art. 79 Abs. 3 VTS). In Deutschland ist es viel detaillierter geregelt: Sofern die Blinkleuchten nicht direkt vom Fahrer zu sehen sind, muss in dessen Blickfeld – z. B. am Armaturenbrett – in gleicher Frequenz, gleich- oder gegenphasig, eine für beide Fahrzeugseiten oder zwei für jeweils die entsprechende Fahrzeugseite Kontrollleuchte aufleuchten und/oder die Funktion des Blinkers auf eine andere, unmissverständliche Weise angezeigt werden.
Meistens rüsten Autohersteller parallel zu einer visuellen Anzeige per grüner Kontrollleuchte eine hörbare Rückmeldung, indem das Blinkerrelais hörbar klackt oder das Kombiinstrument entsprechende Kontrolltöne produziert. Dieser Kontrollton wurde früher durch ein Relais erzeugt, seit der Umstellung auf eine elektronische Steuerung wird dieser Ton durch einen Lautsprecher imitiert. Bei Ausfall eines Blinkers leuchtet die Kontrollleuchte dann in einer deutlich schnelleren Frequenz, bei zwei vorhandenen Kontrollleuchten immer nur diejenige der betreffenden Fahrzeugseite.

### Farbe
Generell ist oranges Licht für den Fahrtrichtungsanzeiger vorgeschrieben, wobei in einigen Ländern, beispielsweise in der Schweiz (VTS), in den USA oder in Kanada, am Heck rot leuchtendes Licht ebenfalls zugelassen ist. Es können umgeschaltete Bremslichter sein. Damit ist es möglich, dieselbe Lampe als Blink-, Brems- und Schlusslicht zu verwenden. Da ihnen der Grünanteil im Farbspektrum fehlt, entwickeln sie nicht die Helligkeit gelber Blinkleuchten und es können zwei redundante Leuchtmittel in der Leuchte verwendet werden. 
In Deutschland gab es früher vereinzelt auch rote Blinkleuchten. Diese sind nach wie vor zulässig, wenn das Fahrzeug vor dem 31. Dezember 1969 erstmals zugelassen wurde. In der Schweiz sind sowohl gelbe als auch rote Blinker erlaubt. Dabei spielt das Baujahr keine Rolle. In der Schweiz sieht man diese Ausführung heute meistens bei Direktimporten aus den USA.
Um Unfälle zu vermeiden, sind nach einer Studie der NHTSA gelbe Blinklichter besser als rote.

### Weitere Vorschriften
Beim Ziehen von Anhängern muss eine zusätzliche Kontrollfunktion auch für die Fahrtrichtungsanzeiger des Anhängers vorhanden sein. Dies kann mit einer zusätzlichen Kontrollleuchte erfolgen oder über eine Elektronik, die bei Ausfall einer Leuchte die Blinkfrequenz erhöht.
Bei manchen Fahrzeugen wird der Warnblinker bei anormal starkem Abbremsen automatisch eingeschaltet, siehe adaptives Bremslicht.
Fahrzeuge mit fernbedienbarer Türschließung nutzen die Blinker meist als optische Kontrolle, welche signalisiert, ob das Fahrzeug ver- oder entriegelt worden ist.

## Benutzungsvorschriften
Beim Anfahren und beim Abbiegen ist das Licht rechtzeitig (s. u.) und deutlich zu betätigen (mindestens drei Mal). Dies gilt auch für abknickende Vorfahrtsstraßen, selbst wenn diesen gefolgt wird. Fährt man weiter geradeaus und verlässt dadurch eine abknickende Vorfahrtstraße, soll jedoch nicht geblinkt werden. Grundsätzlich gilt, dass bei jeglicher Änderung der Fahrtrichtung geblinkt werden muss.
Der Fahrstreifenwechsel (auf mehrspurigen Straßen wie Autobahnen) muss ebenfalls durch ein mindestens dreimaliges Aufleuchten des entsprechenden Fahrtrichtungsanzeigers vor dem Fahrstreifenwechsel angekündigt werden (in Deutschland: § 7 StVO). Im Bereich von Kreuzungen wird dies in der Regel unterlassen, um keine Verwechslung mit Abbiegewünschen hervorzurufen.

Bild 215 in Deutschland

Am Kreisverkehr wird in Deutschland beim Einfahren nicht geblinkt (§ 8 StVO), obwohl es sich formal um ein Abbiegen nach rechts handelt, das auch genauso vorzubereiten ist (Spiegelblicke, Umschauen). Die Regelwerke in Österreich und in der Schweiz kennen dieses Verbot nicht:
- Deutschland: Das Blinken beim Einfahren in einen an den Einmündungen mit Bild 215 gekennzeichneten Kreisverkehr ist in keinem Fall erlaubt.
- Österreich: Beim Einfahren in den Kreisverkehr darf geblinkt werden.
- Schweiz: Beim Einfahren in den Kreisverkehr ist zu blinken, wenn die erste Ausfahrt genommen wird.

In Deutschland wird das Verbot des Blinkens beim Einfahren damit begründet, dass übrige Fahrer verwirrt sein könnten über die Tatsache, ob der Einfahrende die erste Ausfahrt nehmen will – daher ist es beim Einfahren auch dann nicht erlaubt, wenn er diese nehmen will, damit Fehlinterpretationen, ob das Blinken der Einfahrt in den Kreisverkehr oder der ersten Ausfahrt gilt, komplett ausgeschlossen werden. Beim Ausfahren muss geblinkt werden.
Wird ein Verkehrsteilnehmer überholt, so muss der Überholvorgang vor dessen Ausführung per Betätigung des linken Fahrtrichtungsanzeigers angezeigt werden. Nach dem Überholvorgang muss der rechte Fahrtrichtungsanzeiger betätigt werden, um ein Einbiegen auf die rechte Fahrspur anzuzeigen. Werden einspurige Fahrzeuge wie ein Fahrrad oder ein Moped überholt, ist der Überholvorgang ebenfalls durch Betätigen des Fahrtrichtungsanzeigers vor und nach dem Überholvorgang anzuzeigen.
Rechtzeitig ist hier dadurch zu definieren, dass die anderen Verkehrsteilnehmer sich auf den Abbiege- oder Spurwechselvorgang einstellen können. Hierbei ist weniger die Entfernung bis zum Abbiegepunkt als eher die Zeit entscheidend. Auf Deutschland bezogen befindet der Bundesgerichtshof bei einer Geschwindigkeit von 30 km/h ein Betätigen des Fahrtrichtungsanzeigers fünf Sekunden im Voraus durchaus ausreichend. – Etwas praxisnaher ist die Empfehlung, auf jeden Fall mit dem Blinken zu beginnen, bevor man das Lenkrad verdreht, um vom bisherigen Verkehrsstrom abzuweichen, bzw. bevor man den Fuß vom Gas nimmt oder sogar bremst. Wenn letztere Aktionen beim Zufahren auf eine rote Ampel erfolgen, verhält man sich beim Blinken so, als ob die Ampel auf Grün stände.
Allgemein soll die Fahrtrichtungsanzeige immer eine Ankündigung darstellen, dass das Fahrzeug in Kürze seine Fahrrichtung oder die Fahrspur ändern wird. Die Ankündigung soll Überraschungseffekte bei anderen Verkehrsteilnehmern vermeiden, damit keine hektischen bis panischen Reaktionen stattfinden; alles im Sinne der Verkehrssicherheit. Daher muss die Anzeige auch früh genug einsetzen, damit jedermann sich darauf einstellen kann. Damit handelt es sich um die wichtigste Kommunikationsmethode der Verkehrsteilnehmer untereinander.
Deshalb wird auch (ausnahmsweise) nicht geblinkt, wenn im Rahmen einer Kreuzung die Spur gewechselt, aber auf der Straße geblieben wird: damit nämlich die übrigen Verkehrsteilnehmer nicht meinen, man wolle abbiegen. Kann der Spurwechsel ohne Blinken nicht verkehrssicher erfolgen, muss gewartet werden, bis ein gewisser Abstand zur Kreuzung erreicht ist.

### Bedienung

#### PKW und LKW

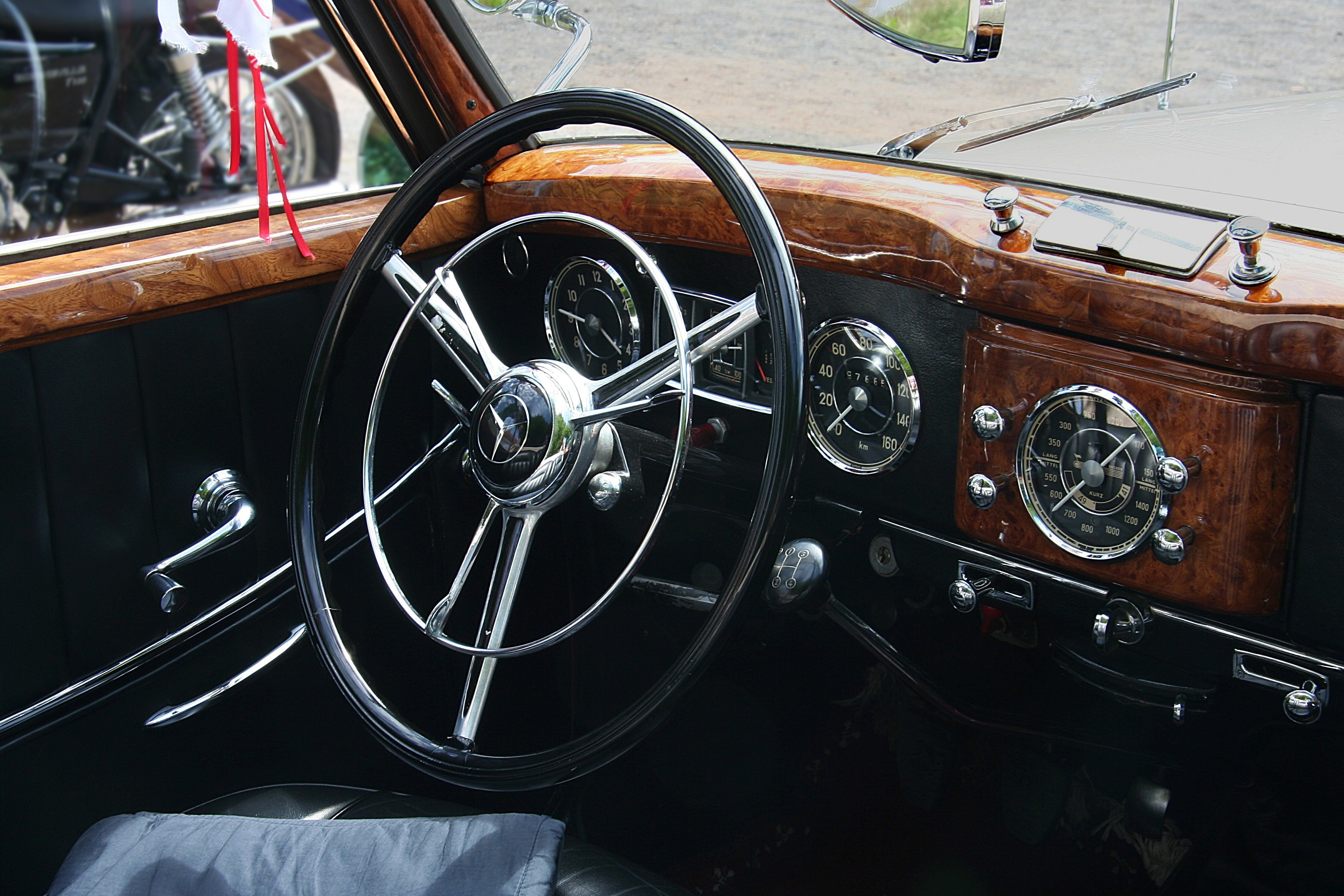
Blinkerbetätigung mit dem Hupring in Mercedes-Modellen der 1950er-Jahre

Der Blinkerhebel ist bei den allermeisten Autos in waagerechter Ruheposition an der Lenksäule angebracht. Zur Aktivierung wird der Hebel analog zur beabsichtigten Lenkrichtung bewegt.
Zur Betätigung des Fahrtrichtungsanzeigers gibt es – abhängig von der Fahrzeugausstattung und des Fahrzeugalters – je Seite bis zu zwei verschiedene Stellungen: Zum einen die Dauerstellung bis zum jeweiligen Endanschlag (auch in alten Fahrzeugen), die erst durch manuelles Eingreifen oder die automatische „Blinker-Rückstellung“ beim Auslenken aus der Kurve in die Ruhelage zurückgeführt wird. Diese Stellung benutzt man beim Abbiegen und beim Heranfahren zum bzw. Abfahren vom Fahrbahnrand.
Zum anderen gibt es, bei moderneren Fahrzeugen, vor dieser Einraststellung eine Stellung mit einem fühlbaren Zwischen-Druckpunkt, in der der Blinker schon aktiviert ist, aber beim Loslassen per Federkraft sofort wieder in die Ruhelage zurückfällt. Diese Stellung benutzt man vor allem für das Blinken beim Spurwechsel.
Angesichts der Vorschrift, rechtzeitig und deutlich zu blinken, gibt es schon Ausführungen, die dieses Verhalten schon bei kurzem Antippen des Hebels auslösen (sog. Komfortblinker). Bislang musste der Fahrer beispielsweise beim Spurwechsel den Blinkerhebel in der nicht eingerasteten Stellung so lange festhalten, was unbequem sowie beim Lenken gefährlich sein kann und daher oft vernachlässigt wurde. In den Zeiten der elektronischen Blinkgeber ist das ein relativ einfach auszuführendes Verhalten. 
Das Antippen des Blinkerhebels hat das mindestens dreimalige Aufblinken der Fahrtrichtungsanzeiger zur Folge. Ein einmaliges Blinken könnte als versehentliche Fehlbedienung interpretiert werden.
In den meisten PKW-Modellen ist der Schalter für die Warnblinkanlage optisch (rotes Warndreieck) hervorgehoben. Bei vielen Herstellern befindet sich dieser Schalter in der Mittelkonsole oder auf Höhe der Luftaustrittsdüsen. Besonders Ende der 1980er Jahre war es in Mode, den Schalter auf der Lenksäule zu platzieren. Davon ist man heute jedoch abgewichen. Bis Anfang des 21. Jahrhunderts war dieser Schalter in BMW- und Renault-Modellen auch in der Nähe des Schalthebels anzutreffen. Bei einigen Modellen gab es auch den so genannten Bedienungssatelliten. Fehlgriffe führten bei früheren Fiat Panda/Seat-Marbella-Modellen oft zu Missverständnissen – dort war der Warnblinkschalter ein roter Lenkstockschalter, ebenso im Audi 80 B3.
Ist ein Fahrtrichtungsanzeiger aktiv, so wird auf der Instrumententafel entweder ↔ angezeigt (beleuchtet) oder, moderner ← und →, je nach Schaltung.

#### Motorräder
Der Blinkerschalter ist neben den Schaltern für die Hupe und die Beleuchtung vorwiegend am linken Lenkerschalter zu finden. Der Blinkerschalter ist meistens in Form eines Hebelschalters ausgeführt: Drücken nach links bzw. rechts aktiviert den jeweiligen Fahrtrichtungsanzeiger. Hineindrücken deaktiviert den Blinker. Bei manchen Motorrädern (z. B. bei einigen Modellen von BMW) befinden sich die Blinkerschalter getrennt links und rechts. Nur wenige Motorräder verfügen über automatische Blinkerrückstellung nach Auslenken aus der Kurve.
Bei neueren Modellen ist häufig am rechten Lenkerschalter der Schalter für die Warnblinkanlage angebracht. Bei der Zündapp KS 80 gab es die Sonderbauform des Wechselstrom-Wechselblinkrelais (6V), welches die Blinker auf der jeweiligen Fahrzeugseite abwechselnd vorne und hinten aufleuchten ließ, um die NC-Akkus der Ladeanlage zu schonen. Diese Bauform war ausschließlich bei Leichtkrafträdern zulässig.
Bei aktiviertem Fahrtrichtungsanzeiger wird dies auf der Instrumententafel mit einer blinkenden Leuchte angezeigt. Einige Modelle verfügen auch über eine Anzeige, die die aktive Richtung des Fahrtrichtungsanzeiger anzeigt. Eine selten gewordene Form ist das Ochsenauge.

### „Blinkmuffel“
Eine Studie des Auto Club Europa beobachtete 2008 das Blinkverhalten von 394.000 Fahrzeugen an 700 Kreuzungen in Deutschland. Etwa ein Drittel der Fahrzeuge blinkte der Straßenverkehrsordnung nach nicht vorschriftsmäßig, bei abknickenden Vorfahrtsstraßen waren es 45 %. Dem folgt Frankreich mit 27 Prozent, gefolgt von anderen europäischen Ländern. Dies ist nicht nur unangenehm für andere Verkehrsteilnehmer, sondern kann auch zum Auslöser von Verkehrsunfällen werden. Bei Nicht-Blinken muss mit Verwarnung oder Bußgeld gerechnet werden (in Deutschland u. a. nach § 49 1 Punkt 9 StVO).

## Technik

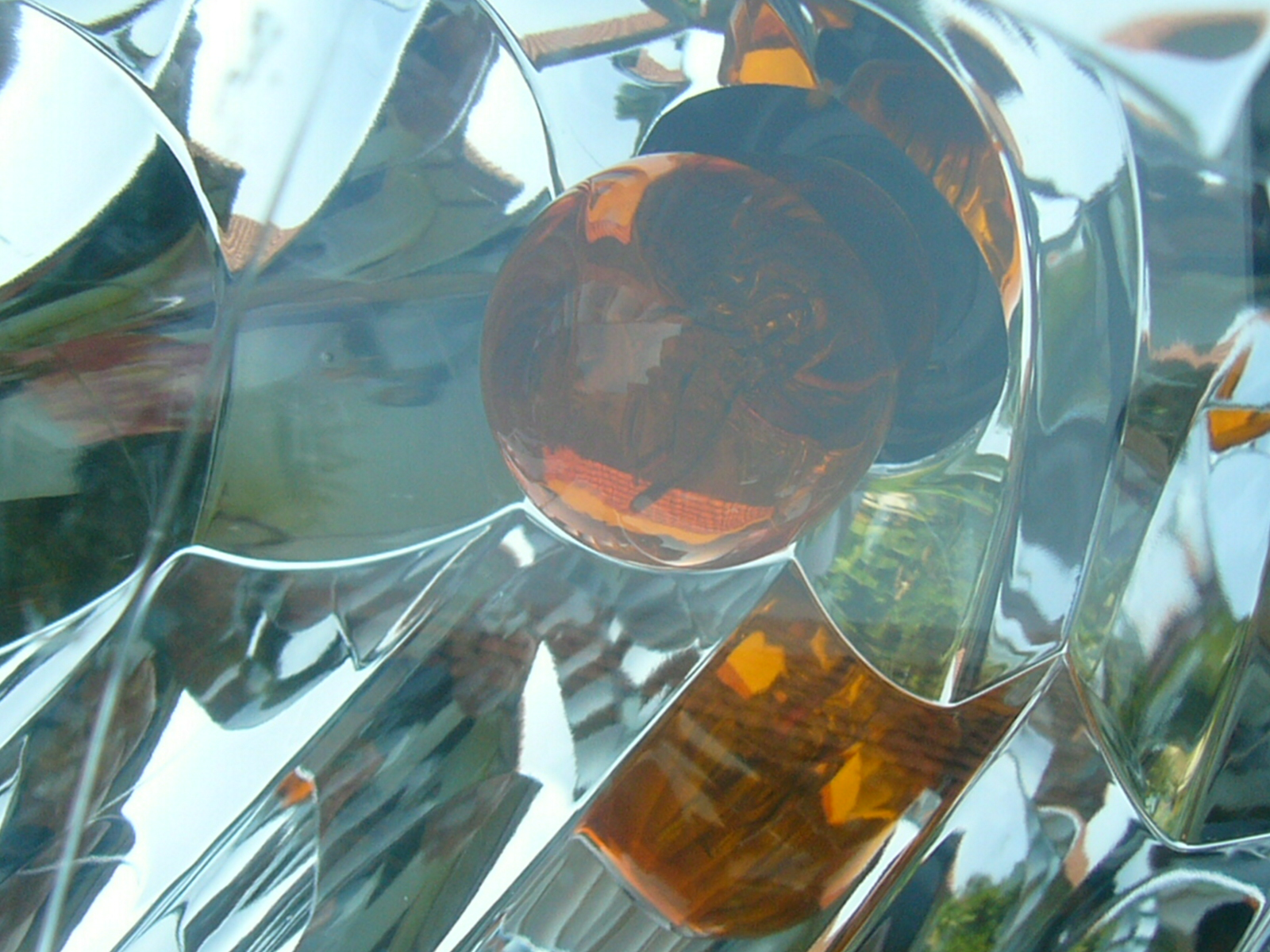
Eine orange Glühlampe ersetzt oranges Leuchtenglas
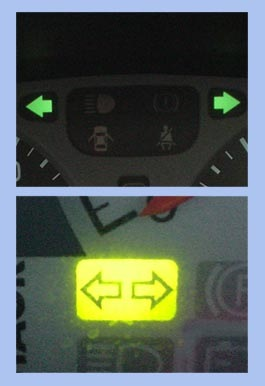
Kontroll- leuchten Warnblinker
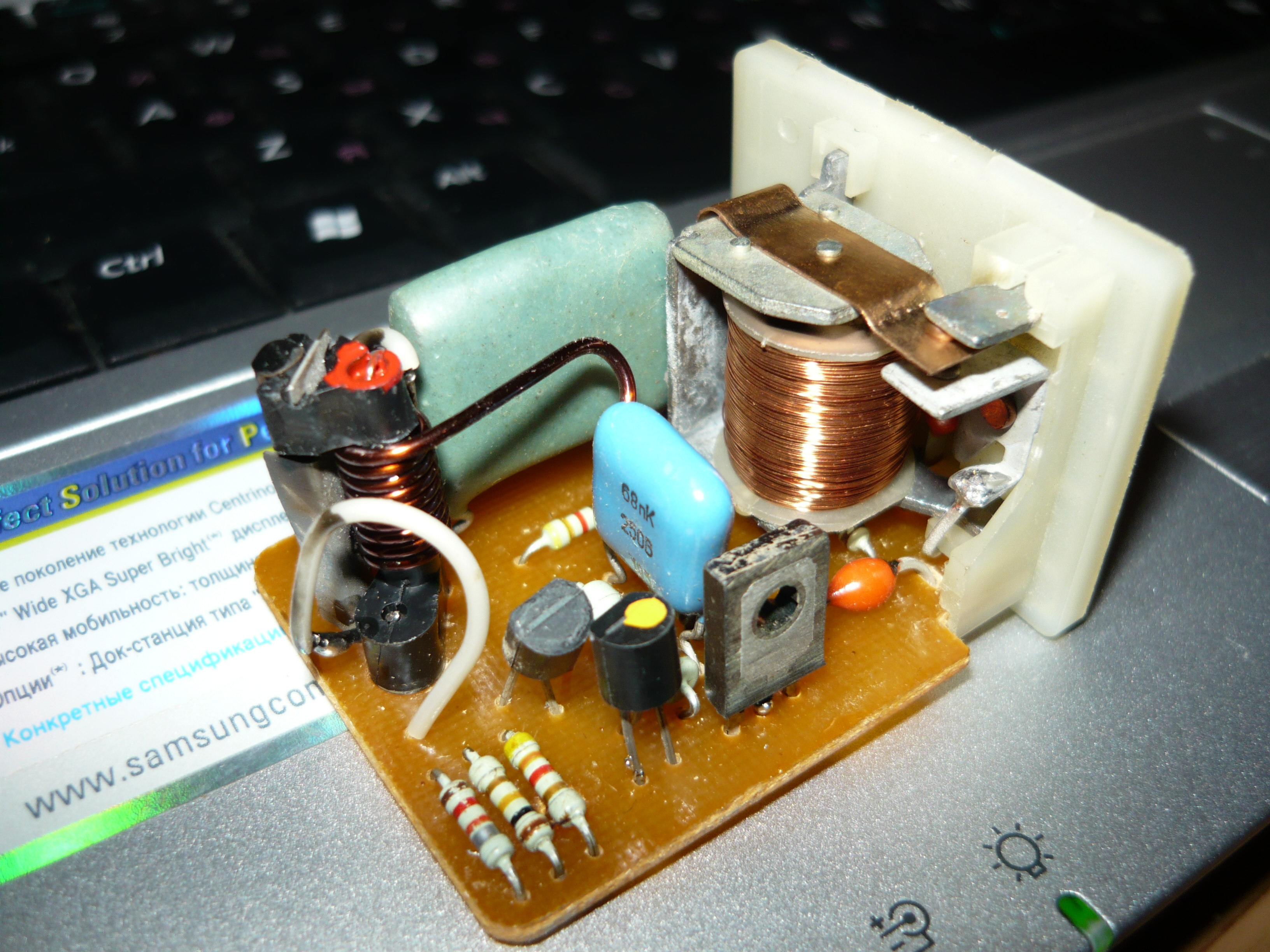
Inneres eines diskret aufgebauten Kfz-Blinkrelais
Fahrtrichtungsanzeiger sind immer so geschaltet, dass sie pro Seite gleichzeitig aufleuchten

Die Technik der Blinkgeber hat sich im Laufe der Zeit mehrfach verändert.
- In historischen Kraftfahrzeugen enthielt der Blinkgeber einen Bimetallstreifen, der mit einem Heizdraht umwickelt war.
- Eine weitere Variante des Blinkgebers stellten Hitzdrahtblinkgeber dar, bei denen die Längenänderung eines zwischen einem Massekontakt und der Schaltwippe eines Relais gespannten Heizwiderstandsdrahtes ausgenutzt wurde.
- Eine weitere Variante stellten elektro-pneumatische Blinkrelais dar, die etwa Mitte der 1960er Jahre aufkamen, aber schnell von elektronischen Konstruktionen abgelöst wurden.
- Im elektronischen Blinkgeber ist ein astabiler Multivibrator, dem ein Relais und ein Messwiderstand zur Erkennung der elektrischen Stromstärke nachgeschaltet sind. Letzterer kann den Ausfall einer Glühbirne erkennen, was der Blinkgeber durch Erhöhung der Blinkfrequenz signalisiert.
- In neueren Ausführungen steuert ein Mikrocontroller, programmiert durch seine Firmware, die Zeitabläufe und kann dabei auch höhere Funktionen realisieren, wie beispielsweise mindestens dreimal zu blinken, auch wenn der Schalthebel nur angetippt wurde (Komfortblinken[15]). Ein Mikrocontroller (ggf. ein anderer, im Kombiinstrument) kann außerdem den eingebauten Schallgeber für die akustische Rückmeldung an den Fahrer ansteuern.

## Warnblinklicht

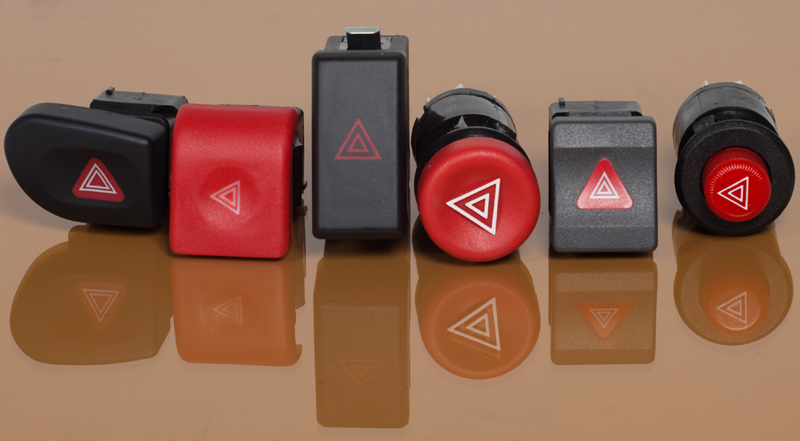
Schalter für Warnblinklicht

### Regelungen in Deutschland
Zusätzlich zur normalen Anzeige der Fahrtrichtungsänderung wird der Blinker auch als Warneinrichtung verwendet und wird als Warnblinker bezeichnet. In diesem Fall blinken alle Blinker gleichzeitig, unabhängig vom Ausfall eines oder mehrerer Blinker und unabhängig davon, ob bei dem Fahrzeug die Zündung eingeschaltet ist oder nicht. Sie dienen bei Stillstand des Fahrzeuges zur Absicherung bei Verkehrsunfällen (in Deutschland: § 15 StVO). Beim Fahren werden die Warnblinker in Deutschland zur Warnung des folgenden Verkehrs beim abrupten Abbremsen von Kolonnen verwendet (zum Beispiel beim Auffahren auf ein Stauende § 16 StVO).
Rettungskräfte nutzen das eingeschaltete Warnblinklicht ggf. auch, um anderen Einsatzkräften zu zeigen, dass die Batterie eines verunglückten Fahrzeuges noch nicht abgeklemmt worden ist. Dies stellt in dem Fall also eine Warnung vor Strom, Brandgefahr und dem eventuell noch nicht ausgelösten Airbag dar.
Bei eingeschaltetem Warnblinklicht muss die Funktion durch eine im Sichtfeld des Fahrers angebrachte rote Kontrollleuchte angezeigt werden, üblich sind zwei Dreiecke ineinander auf dem Warnblinkschalter selbst, der dann mit den Kontrollleuchten für den Fahrtrichtungsanzeiger blinkt (in Deutschland: § 39a und § 53a StVZO).
Die Benutzung der Warnblinkanlage ist Einzelnen vorgeschrieben bei:
- einer Panne (§ 15 und § 15a StVO),
- beim Abschleppen (das geschleppte Fahrzeug, soweit mind. eine Achse auf der Straße mitrollt) (§ 15 und § 15a StVO),
- bei Schul- und Linienbussen. Der Fahrer eines Linienbusses oder eines gekennzeichneten Schulbusses muss das Warnblinklicht bereits einschalten, wenn er sich einer Haltestelle nähert, an der die Straßenverkehrsbehörde ein solches Verhalten extra angeordnet hat, und anschließend noch so lange eingeschaltet lassen, bis die Fahrgäste ein- und/oder ausgestiegen sind (§ 16 StVO).

§ 20 StVO schreibt dann vor: solange der Bus mit eingeschalteten Warnblinkern an die Haltestelle heranfährt, darf er nicht überholt werden, erst wenn er angehalten hat, darf in beiden Fahrtrichtungen (also auch der Gegenverkehr) mit Schrittgeschwindigkeit an diesem vorbeigefahren werden. Nur bei Straßen mit (baulicher) Fahrbahntrennung (durch Leitplanke, Grünstreifen, Mittelstreifen o. ä.) entfällt die Geschwindigkeitseinschränkung für den Gegenverkehr.
Warnblinklicht darf darüber hinaus nur eingeschaltet werden, um vor einer Gefahr zu warnen (z. B. Annäherung an einen Stau auf der Autobahn, letztes Fahrzeug in der Kolonne, Unfall, Gefährdung anderer durch das eigene Fahrzeug), § 16 StVO. Wer hingegen sein Fahrzeug ohne Not verkehrsbehindernd abstellt und dabei den Warnblinker einschaltet, um die Situation vermeintlich zu entschärfen, riskiert gleich zwei Bußgelder: für das unerlaubte Halten in zweiter Reihe und für die missbräuchliche Verwendung von Warnzeichen Lfd. Nr. 51, 58a und 72, Anlage Bußgeldkatalog (BKat).

### Regelung in Österreich
Bei Schulbussen gibt es in Österreich eine Regelung zur Verwendung der Blinkanlage zum Schutz der ein- und aussteigenden Kinder. In diesem Fall blinken die rechten und linken Blinkleuchten gleichzeitig. Nachfolgende Fahrzeuge dürfen in Österreich am stehenden Schulbus nicht vorbeifahren, sondern müssen anhalten.

### Regelung in der Schweiz
Das Warnblinklicht darf nur verwendet werden, um die übrigen Verkehrsteilnehmer auf eine besondere Gefahr aufmerksam zu machen:
- wenn ein liegen gebliebenes oder verunfalltes Fahrzeug nicht sofort entfernt werden kann, sodass es ein Hindernis für die übrigen Verkehrsteilnehmer darstellt,
- wenn den übrigen Verkehrsteilnehmern eine unmittelbare drohende Gefahr angezeigt werden soll
- bei Annäherung an einen Stau
- beim Abschleppen auf Autostraßen und Autobahnen.

## Historisches

### Pferdefuhrwerke und Automobile
Die Diskussion über die Anzeige der Fahrrichtung reicht ins frühe 20. Jahrhundert zurück und betraf nicht nur Automobile. So schrieb der Berliner Polizeipräsident Traugott von Jagow im Dezember 1912 im Neuen Wiener Tagblatt, dass die Führer von Pferdegespannen die Peitsche senkrecht nach oben halten mussten, um die Verlangsamung ihrer Fahrt anzudeuten. Die Peitsche oder den Arm nach rechts oder links gehalten bedeutete: abbiegen. Weil der Kutscher nicht immer mittig saß, waren Signalarme erlaubt, die wippen durften und ausschließlich von weißem Licht beleuchtet werden konnten. „Die unnötige Abgabe von Zeichen, insbesondere das unnötige Stehenlassen des vorspringenden Signalarmes ist verboten“, schrieb der Polizeipräsident. Er teilte die Auffassung nicht, dass man „Führern von Kraftfahrzeugen nicht die Bedienung des Fahrrichtungszeigers aufbürden“ sollte. Jedoch lehnte er es ab, Fahrtrichtungsanzeiger an der Rückseite der Automobile anzubringen, weil der Fahrer sie nicht sehen konnte.
1907 hatte die Bremer Feuerwehr an ihren Löschfahrzeugen eine Art Semaphore (quasi einen Winker) eingeführt, die vom Fahrzeugführer mechanisch bedient wurde. Wenn der Fahrtrichtungsanzeiger nach oben zeigte, bedeutete das, dass das Fahrzeug nicht abbog. Diese Symbolik spielte bis in die späten 1920er Jahre eine Rolle, bis man in vielen Ländern einen Standard einführte, der die Geradeausfahrt nicht mehr enthielt.

### Winker
Ursprünglich waren es keine elektrischen Lichter, sondern so genannte Winker, die zuerst seitlich manuell, später mit einem Elektromagneten ausgefahren wurden.

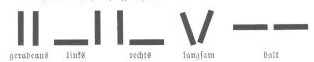
Fahrzeichengeber für Automobile aus dem Jahre 1911: die fünf Stellungen der beiden beweglichen stabartigen Arme (von links nach rechts: Geradeausfahrt, Linksabbiegen, Rechtsabbiegen, Langsamfahrt, Halt)

Nach einem ähnlichen mechanischen Prinzip arbeitete bereits der Fahrzeichengeber für Automobile, der 1911 auf der Internationalen Automobil-Ausstellung in Berlin vorgestellt wurde. Hierbei waren zwei bewegliche stabartige Arme am Heck des Fahrzeugs angebracht, deren Stellung fünf verschiedene Anzeigevarianten ermöglichten: Geradeausfahrt, Links- bzw. Rechtsabbiegen, Langsamfahrt bzw. Halt (siehe Bild). Die letzten beiden Signale wurden automatisch anhand der Kupplungsbetätigung ausgelöst. Die eigentlichen Fahrtrichtungssignale mussten vom Fahrer durch Betätigung eines Handhebels gegeben werden und wurden durch einen „recht komplizierte[n] Mechanismus“ übertragen.

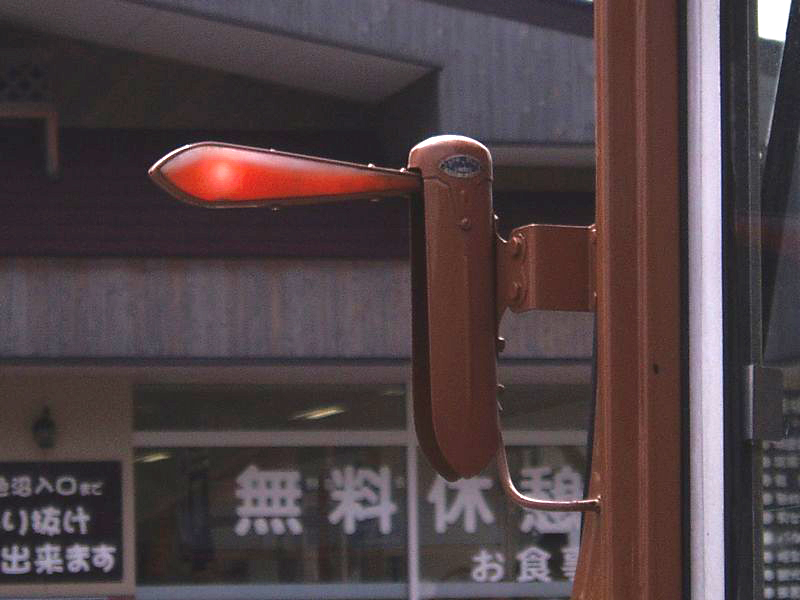
Alter beleuchteter Fahrtrichtungsanzeiger

Im Jahr 1922 wurden die ersten Fahrtrichtungsanzeiger als Armwinker in einem Gehäuse eingebaut, die noch über Bowdenzüge bewegt wurden. Vorher gab es verschiedene Versuche mit Fahrtrichtungsanzeigern aus bemaltem Blech, die von Hand aus dem Fahrzeug geschoben wurden. Erfunden wurde der Fahrtrichtungsanzeiger von Eugen Zipperle und August Nagel, die auch 1924 einen Gebrauchsmusterschutz für den Armwinker mit Gehäuse bekamen. Es gab zu der Zeit auch „Gehäuse-Fahrtrichtungs-Anzeiger“, der am vorderen und hinteren Fahrzeugende in einem kleinen Gehäuse hinter einer Glasscheibe als Pfeil nach links oder rechts gedreht werden konnte. Auch eine Beleuchtung wurde erprobt.
Im Jahr 1925 baute Robert Bosch den ersten elektrischen ausklappbaren und zusätzlich beleuchteten Fahrtrichtungsanzeiger, der aber nicht pendelte. Den ersten elektrischen pendelnden Armwinker führte 1927 Alfred Schwarz ein.
In den Jahren ab 1936 wurden die LKW alle mit Armwinker ausgestattet. Im Winter bei Schnee und Feuchtigkeit froren die Armwinker im Gehäuse fest. Als die Geschwindigkeiten der PKW allgemein höher wurden, gab es dann durch den Fahrtwind Schwierigkeiten beim Ausklappen des Winkers. In den USA wurden ab etwa 1938 Blinkleuchten als Fahrtrichtungsanzeiger verwendet.

### Blinkleuchten
Bosch baute ab den 1950er Jahren elektrische Blinker-Anlagen bzw. -Leuchten als Alternative zu den bis dahin üblichen Winkern, und die alten Armwinker wurden von vielen Kraftfahrzeug-Besitzern freiwillig umgerüstet. In der Straßenverkehrsordnung war es bis 1956 vorgeschrieben, dass ein Fahrtrichtungsanzeiger die Kontur des Fahrzeugs verändern musste. Für LKW gab es zu der Zeit deswegen die Pendelwinker, die sich beim Ausklappen auf- und abbewegten. Ab 1956 wurden für neue PKW und LKW nur noch Blinker vorgeschrieben. In der Bundesrepublik Deutschland mussten bis zum 1. Juli 1963 alle Kfz über 4 m Länge und 1,6 m Breite mit Blinkleuchten an Vorder- und Rückseite versehen werden; parallel konnten die Winker zusätzlich weiter in Betrieb bleiben. Ab 1963 wurde die Warnblinkanlage in Kraftfahrzeugen zugelassen, um beim Liegenbleiben bzw. bei einer Panne ein Warnsignal geben zu können, als sogenanntes Doppelblinken. Ab 1. Januar 1973 mussten auch ältere Fahrzeuge über eine Warnblinkanlage verfügen.
Die Einführung von Fahrtrichtungsanzeigern war seinerzeit nicht unumstritten. Wegen der verpflichtenden Einführung bei Motorrädern schrieb der Journalist Carl Hertweck 1960: „Überflüssig und gefährlich (…) Der gute Fahrer fährt so, daß jeder Hintermann und jeder Gegenkommer schon aus seiner Fahrweise sehen muß, was er will.“

## Straßenbahn

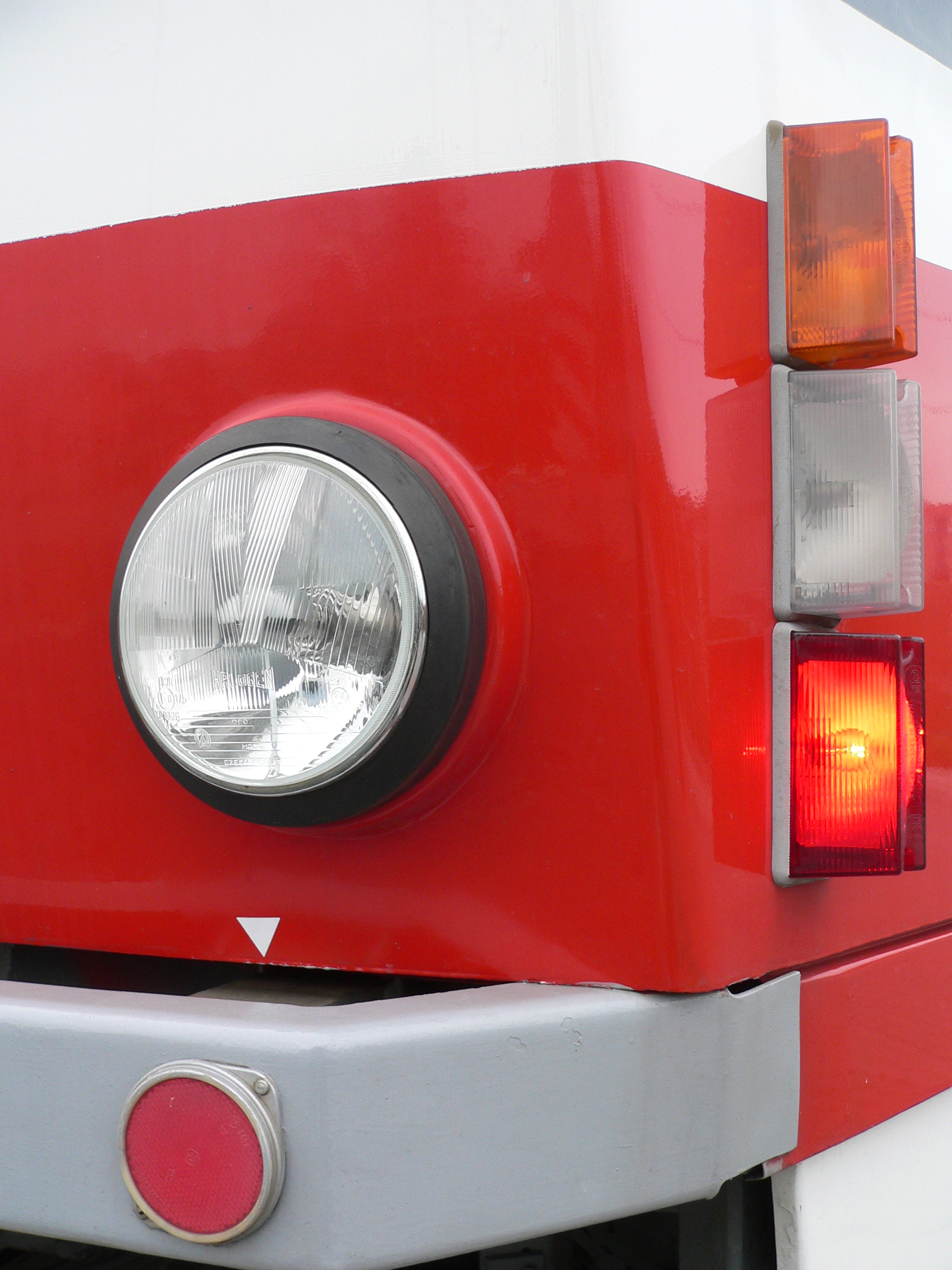
Straßenbahnwagen mit seitlichem Blinker

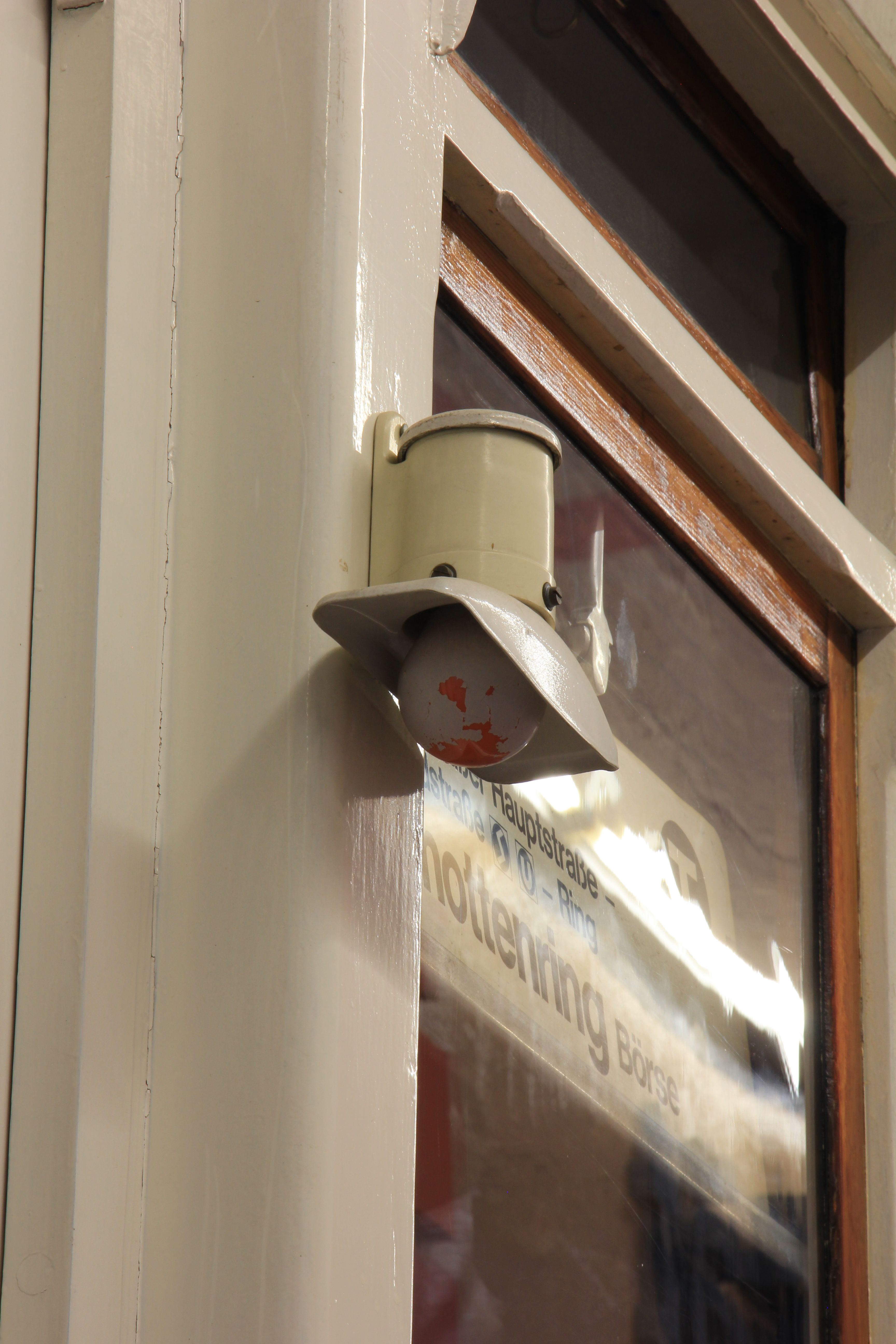
Nachträglich angebrachter Blinker an einem historischen Straßenbahnwagen

Als einzige Schienenfahrzeuge müssen auch Straßenbahnwagen mit Fahrtrichtungsanzeigern ausgestattet sein. Damit unterscheiden sie sich von Eisenbahnen, die überwiegend auf eigenen Trassen fahren, und U-Bahnen, die ausschließlich auf eigenen Trassen fahren. Straßenbahnfahrer benutzen die Blinker dabei nicht nur bei Abbiegevorgängen, sondern auch wenn sie seitlich von einer Eigentrasse in den öffentlichen Straßenraum einfahren oder umgekehrt einen Rillenschienen-Bereich verlassen. Darüber hinaus kann das Setzen des rechten Blinkers bedeuten, dass der Platz zwischen Gleisen und Fahrbahnrand enger wird und ein Überholen oder Nebeneinanderfahren gefährlich wird. In Zürich blinken Trampiloten zudem rechts, um die Abfahrbereitschaft zu signalisieren. Ab diesem Zeitpunkt ist kein Zustieg mehr möglich und das Tram fährt danach ab. Unabhängig davon nutzen viele Fahrer den linken Blinker, um das Personal eines entgegenkommenden Zuges zu grüßen. 